# Sander (hoorspel)
Sander is een hoorspel van André Kuyten. De NCRV zond het uit op vrijdag 25 april 1969. De regisseur was Johan Wolder. De uitzending duurde 41 minuten.

## Rolbezetting
- John Leddy (Sander)
- Jan Borkus (z’n vader)
- Tine Medema (z’n moeder)
- Jos van Turenhout (de oude Johannes)
- Fé Sciarone (Odile)
- Huib Orizand (de eunuch)
- Kommer Kleijn (de blinde zanger)

## Inhoud
Sander, zoon van een berooide vader en een bigotte moeder, trekt uit op avontuur. Aan het hof van de schone Odile maakt hij, gezeten op zijn gammel paard en toegerust met een roestig zwaard, wel een povere indruk. Toch jaagt de boosaardige schone, belust op zijn ondergang, hem tegen haar echtgenoot te velde. Sander wipt het sombere heerschap uit het zadel, stad en veste gaan in vlammen op en opnieuw lokt het avontuur in de verte…